# إدوارد ألبرت شاربي شافر
السير إدوارد ألبرت شاربي شافر (بالإنجليزية: Edward Albert Sharpey-Schafer)‏ (2 يونيو 1850 - 29 مارس 1935) هو عالم إنجليزي في وظائف الأعضاء.  
يعتبر هو المؤسس لعلم الغدد الصم، في عام 1894 أكتشف مع زميلة جورج اوليفر هرمون الأدرينالين، وسميت طريقة شافر في التنفس الاصطناعي باسمه.
صاغ شافر مصطلح الإنسولين في البنكرياس بعد ملاحظة أنه هو الجزء المسؤول عن مرض السكري.

## روابط خارجية
- إدوارد ألبرت شاربي شافر على موقع الموسوعة البريطانية (الإنجليزية)